# Алвару
Алвару (порт. Álvaro)  —  район (фрегезия) в Португалии,  входит в округ Каштелу-Бранку. Является составной частью муниципалитета  Олейруш. По старому административному делению входил в провинцию Бейра-Байша. Входит в экономико-статистический  субрегион Пиньял-Интериор-Сул, который входит в Центральный регион. Население составляет 315 человек на 2001 год. Занимает площадь 33,63 км².
Покровителем района считается Иаков Зеведеев (порт. São Tiago). 